# La Folie de Titania
La Folie de Titania est une huile sur toile, réalisée en 1897, par l'artiste toulousain Paul Gervais (1859-1944) qui exposa au Salon, à partir de 1880. Elle est conservée et exposée au Musée des Augustins de Toulouse. C'est une œuvre de grand format, aux tons apaisants et enchanteurs, et dont le sujet peut surprendre, au premier abord, si la référence au Songe d'une nuit d'été de William Shakespeare n'est pas connue.

## Historique et restauration de l’œuvre
Paul Gervais réalise cette huile sur toile en 1897 : elle est exposée au Salon des artistes français, à Paris, la même année. La Folie de Titania est payée 4 000 francs par l'État. En 1905, l'État dépose l'œuvre au musée de Toulouse. En 1911, un document indique que le tableau est « placé salle toulousaine au fond ». Il est définitivement transféré à la Ville de Toulouse en application de l'article 13 de la loi du 4 janvier 2002 relative aux musées de France, disposant que les collections appartenant à l'État mises en dépôt avant le 7 octobre 1910 dans les musées de France appartenant aux collectivités territoriales, font l'objet d'un transfert de propriété. Actuellement, l'œuvre est donc propriété du musée, sous le numéro d'inventaire 2004 1 188. Le tableau est exposé au fond du Salon rouge du Musée des Augustins. Il a été restauré par Hielniczek en 1980 : consolidation de la couche picturale par refixage à la résine synthétique et remise sur châssis à clés.

## Description de l’œuvre

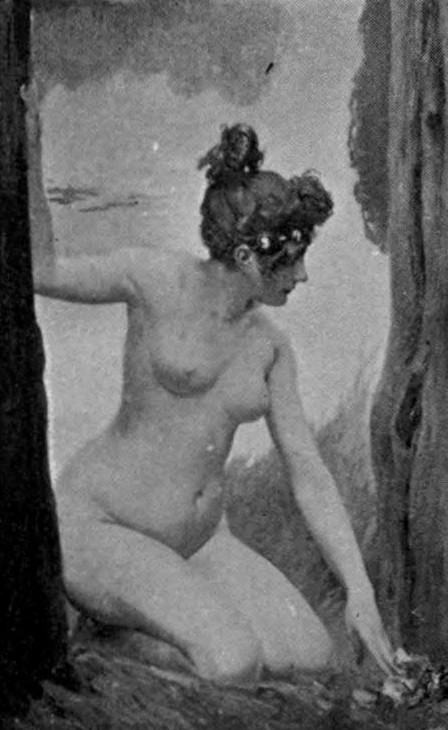
Détail : jeune femme accroupie.

Au milieu de la toile, sous des cyprès engagés dans le cadre et devant un lac limité par des bois et des collines, Bottom (en), un jeune homme à tête d'âne est assis sur un banc de pierre. Des fleurs sont disposées sur sa tête — celle-ci nous apparaît de profil, tournée vers sa droite — et dans son cou. Il tient d'une main sa jambe droite, croisée sur sa jambe gauche, tandis qu'il porte sa main gauche sur sa poitrine. Il est vêtu d'un simple vêtement blanc et d'une ceinture. Titania, une jeune femme, debout et nue, entoure de ses bras la tête d'âne de Bottom, les yeux levés vers le ciel. Quatre autres femmes, également nues, la contemplent dans diverses postures : une seule est debout et les observe, à l'abri d'un cyprès, des rubans et des feuillages à la main. Deux autres, à droite, sont adossées à des arbres, tandis que la dernière, à gauche, est accroupie et touche de sa main gauche des roses qui sont au sol, tout en observant l'étrange couple. Le sol est planté de violettes et jonché de roses coupées. Le tableau est signé P. GERVAIS 1897, dans l'angle inférieur gauche.

## Analyse

### Le sujet

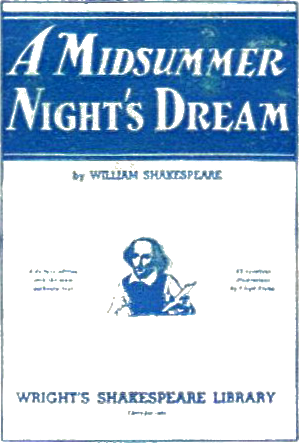
A Midsummer Night's Dream (Le songe d'une nuit d'été), William Shakespeare.

Le tableau fait directement référence à la pièce intitulée Le Songe d'une nuit d'été (A Midsummer Night's dream, 1594-1595), de William Shakespeare, dont la scène la plus connue est l'apparition de Bottom, qui porte une tête d'âne, avec Titania, qui, par la magie de Puck, en est tombée amoureuse :
« Titania, à Bottom — Viens que j'attache des roses musquées sur ta tête douce et lisse et que je baise tes belles longues oreilles, mon ineffable joie. Dis moi, que désires-tu manger ? »
« Bottom — Ma foi du bon foin, du foin qui embaume, rien n'est égal à ça … ».
La pièce se déroule dans une forêt étrange et un peu magique, le temps d'une nuit d'été ensorcelante, qui ressemble à un rêve. Obéron est le roi des elfes et Titania la reine des fées, tandis que Bottom est un simple tisserand. Thésée (duc d'Athènes) et Hippolyte (reine des Amazones) doivent se marier.
Pour comprendre la scène représentée par Paul Jean Gervais, il convient de résumer les grandes lignes de l'intrigue à laquelle Obéron, Titania et Bottom prennent part :
« Obéron et Titania sont fâchés : le roi des elfes est jaloux d'un jeune page que la reine élève avec amour, or il voudrait que celui-ci devienne un de ses chevaliers (acte II, scène 1). Les deux souverains se disputent, jaloux, à propos des anciennes conquêtes de l’autre : Titania reproche à Obéron d’être à Athènes parce qu'Hippolyte doit y être mariée à Thésée. Obéron, furieux, fait remarquer à la reine des fées qu’il « sait [son] amour pour Thésée ». Ces querelles ont, selon Titania, un effet catastrophique sur l'ordre de la Nature, dont elle est la protectrice. Il faut donc trouver une solution : Obéron propose qu’elle lui donne l’enfant pour qu’ils puissent se réconcilier, mais Titania refuse catégoriquement de le lui donner. Obéron décide alors de la « châtier pour cet outrage » : il envoie Puck chercher une « pensée d’amour », fleur qui reçut une flèche de Cupidon. « Son suc, étendu sur des paupières endormies, peut rendre une personne, femme ou homme, amoureuse folle de la première créature vivante qui lui apparaît » : Obéron en versera sur les yeux de Titania pour, qu’une fois amoureuse, elle lui livre l'enfant. Plusieurs personnages sont ensorcelés par le suc de la fleur, ce qui fait régner le chaos dans les relations entre les différents amants. À la fin de la pièce, l'ordre sera rétabli et trois mariages seront annoncés. Le plan d'Obéron se met en place. Les fées chantent une chanson pour endormir leur reine. Obéron humidifie les paupières de Titania du suc magique (scène 2). Pendant ce temps, six artisans veulent monter une pièce de théâtre pour le mariage de leur duc (tragédie inspirée du mythe de Pyrame et Thisbé). Bottom, le tisserand, fait partie de cette pièce qui se révèle rapidement absurde et comique. Puck l'affuble d'une tête d'âne : c'est alors que s’éveille Titania. La reine tombe immédiatement sous le charme et déclare sa flamme à Bottom (c'est précisément cette scène de la pièce que Paul Jean Gervais a choisi de représenter). Titania appelle ses fées et leur ordonne d’emmener Bottom chez elle (acte III, scène 1). Puck apprend à Obéron la métamorphose qu’il a fait subir à Bottom : « C’est à ce moment-là, le hasard l’a voulu, que Titania s’est réveillée et s’est aussitôt amourachée d’un âne ». Bottom, Titania et sa suite arrivent (acte IV, scène 1). L'homme à tête d'âne est choyé par la reine et ses fées (le tableau de Gervais peut aussi correspondre à cette scène puisque Bottom s’endort dans les bras de Titania). Obéron peut se réjouir : il a enfin réussi à récupérer l’enfant. Il ordonne à Puck de lever l’enchantement et il se charge lui-même de réveiller sa femme après lui avoir appliqué l’antidote. Tout rentre dans l'ordre : trois mariages sont célébrés. »
Dans la pièce, la nuit est espace de fantasmes, de rêves et de désordre, alors que le jour est le temps de l'ordre et de la réalité. L'astre qu'on aperçoit dans La Folie de Titania semble donc être la lune plutôt que le soleil.

### Esthétique et composition
- Une dimension décorative ?  Dès ses premières œuvres, présentées dans la bijouterie paternelle, Paul Gervais exprime avec aisance un sens décoratif certain qui sera par la suite mis à profit dans de nombreux décors d'édifices publics[2]. Il reçoit ainsi de nombreuses commandes d'État pour des plafonds et décors de salles de mariages ou de Palais de Justice, par exemple à Besançon. Selon Luce Rivet-Barlangue, « il illustra la terminologie, fort vague d'ailleurs, d'artiste « officiel » de la IIIe République[2] ». Il réalise ainsi de grandes compositions décoratives. Dans La Folie de Titania, on retrouve l'influence de son travail décoratif sur ses huiles sur toile. En effet, on a affaire à un grand format et la scène représentée est relativement statique, comme si les jeunes femmes posaient. Cette toile pourrait très bien servir de décor dans un café ou dans une salle administrative, comme le furent les toiles du Café Sion à Toulouse, par exemple. L'uniformité des tons colorés et la disposition des personnages, mais également des cyprès, participent à cette dimension décorative du tableau. Si le travail de l'artiste est influencé par son travail de décorateur lié à ses commandes d'État, La Folie de Titania reste une œuvre de Salon, fonctionnant comme un tableau à part entière, qui n'a pas de vocation décorative première.
- Une beauté féminine synonyme de vie et de volupté[2]. Les cinq femmes représentées dans ce tableau ont des formes épanouies et sont entièrement nues. Des fleurs décorent leurs cheveux. Elles sont les fées protectrices de la Nature, dont la reine est Titania, et elles semblent symboliser ici une nature généreuse et idyllique. On peut noter chez Gervais une certaine complaisance pour des plastiques contemporaines fraîches et pulpeuses. Ces créatures aux charmes très accessibles, aux poses et aux expressions presque aguicheuses sont caractéristiques d'un bon nombre des toiles de Gervais[2]. La beauté des corps est ici à l'honneur et les fées ont quelque chose de malicieux dans le regard : celle qui est adossée au cyprès de droite regarde la scène d'un seul œil, cachant une partie du visage de sa main droite dans un geste de fausse pudeur. Le tableau semble osciller entre féerie, grivoiserie et sentimentalité.
- Couleurs et jeux de lumière. Selon Luce Rivet-Barlangue, la manière de Paul Jean Gervais évolue vers toujours plus de liberté et de spontanéité de l'expression. Elle rappelle que ses tableaux des années 1880-1890 ont une palette assez sobre, les corps sont modelés avec précision et la touche porcelainée porte les marques de l'influence de l'École des beaux-arts. Mais, au fil des années, la palette s'éclaircit, comme on peut le voir ici avec La Folie de Titania. Les tonalités deviennent plus acides et plus vives, la touche plus divisée et plus libre, avec des jeux de lumière naturelle[2]. Ici, la palette est douce et claire tout en étant composée de couleurs presque acidulées, bien que voilées par une fine brume qui symbolise le lieu du rêve et des fantasmes. La présence de la lune dans la partie supérieure gauche du tableau n'est pas fortuite : comme le suggère Le Songe d'une nuit d'été, la nuit seule est lieu de magie et d'enchantements. Lorsque le jour se lèvera, tout rentrera dans l'ordre. Le sujet choisi par l'artiste et sa manière de le traiter permettent le déploiement d'un onirisme enchanteur et presque envoûtant qui permet d'intégrer le surnaturel -l'homme à tête d'âne- comme un élément naturel de la scène. L'agencement des personnages et du décor, ainsi que la disposition des touches de couleur plus vives (fleurs) nous poussent en effet à porter notre attention sur ce qui fait le cœur de la scène : le lien étroit qui unit Titania à Bottom. Sa tête d'âne est quasiment située au centre du tableau et les bras de Titania entourent bien sa tête, qui est le sujet de l'enchantement qu'elle a subi, et non pas son corps. Lorsque le soleil sera levé et que Bottom retrouvera son apparence, Titania aura reçu l'antidote et tout sera oublié, ou en tout cas seulement présent dans la mémoire des personnages comme un doux rêve, voilé par un fin brouillard empêchant d'en saisir les détails. Gervais, par les tons à la fois clairs et colorés qu'il utilise et la douceur généralisée qu'il fait planer sur la scène, parvient à nous faire plonger au cœur de cet univers féerique. Pourtant, mis à part la tête d'âne qui peut tout simplement être un masque, aucun élément à proprement parler surnaturel n'est présent : pas de fée ailée, pas de créature inquiétante ou étrange. La touche et la palette suffisent à créer un onirisme puissant.

- Quel contexte ? On peut dire que la touche et la manière qu'a Gervais de peindre le corps féminin, par ailleurs très nettes dans ses portraits féminins, peuvent par certains aspects rappeler la manière de peindre d'Édouard Manet[7]. On peut d'ailleurs voir dans l'évolution de la touche de Gervais et de sa façon de capter les jeux de lumière l'écho de la connaissance de l'impressionnisme et de l'œuvre de son ami Henri Martin[2]. S'il est à coup sûr influencé par l'essor que connaît l'impressionnisme et la peinture dite moderne en général, il faut tout de même dire que Gervais est encore largement marqué par l'apprentissage de l'École dont il semble avoir du mal à se détacher, bien que sa touche et sa manière de peindre évoluent au fil de sa carrière. Gervais n'est pas de ceux qui auront l'audace de complètement diviser leur touche, et s'il joue volontiers avec la lumière, tout en expérimentant comme ici une palette peu habituelle et moins classique, il développe un style personnel et libre de tout mouvement artistique. Il ne semble pas se fixer de règles particulières et, s'il se nourrit d'influences, il n'appartient à aucun courant particulier. C'est sans doute pour ces raisons que cet artiste est si peu connu aujourd'hui, bien qu'il ait reçu durant sa carrière de nombreuses récompenses et distinctions[8]. Néanmoins, il a su, comme ici avec La Folie de Titania, renouveler un sujet devenu un topos pictural et littéraire en en donnant une interprétation personnelle, et ses audaces, bien que modérées, possèdent dans ce tableau un charme subtil. La palette utilisée annonce en quelque sorte les tons qu'utilisera plus tard, avec constance, une artiste comme Marie Laurencin, qui peignit principalement dans les années 1920 et 1930. D'ailleurs Gervais ne meurt qu'en 1944, il est donc encore le contemporain de nombreuses révolutions artistiques, alors que Manet meurt en 1883.

## Œuvres en rapport

### Toulouse et les œuvres de Paul Jean Gervais
Paul Gervais est un peintre toulousain : il est tout naturel que plusieurs de ses œuvres y soient conservées. Il est aujourd'hui peu connu du grand public, mais il est, de son temps, un artiste important et reconnu. À Toulouse, il expose à l'Union artistique. Il réalise, dans sa ville natale, deux panneaux et un plafond dans la Salle des Illustres, et des décors pour la Salle des mariages du Capitole. En dehors du Capitole, le Café Sion, aujourd'hui disparu, renfermait un important décor de Paul Gervais (Fête en l'honneur de Bacchus et d'Ariane, 1901 : Paysage avec nymphes et satyres, L'Initiation, Cortège Bacchique). Les trois scènes étaient liées par un paysage de côte rocheuse, à l'arrière plan. En 1895, Maria de Padilla est acheté par l'État et attribué au Musée de Toulouse, avec La Folie de Titania (en dépôt). En 1926, la Municipalité toulousaine lui commande le Retour des moissons, installé au foyer du Théâtre, en août. Fécondité (1927) est de même envoyé au Musée des Augustins. Les toiles qui ont été démarouflées et roulées au moment de la destruction du Café Sion sont désormais conservées au Musée des Augustins. Autres tableaux (huiles sur toile) qui y sont actuellement conservés avec La Folie de Titania (mais non exposés) :
- Coemus Flumen, 1889 ;
- Maria de Padilla, 1895 ;
- L'Abondance, 1927.

### Titania et Bottom dans l'art

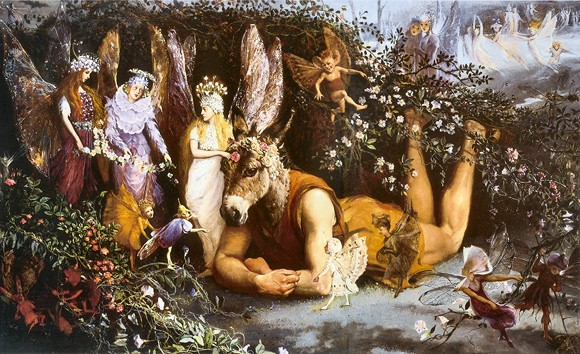
John Anster Fitzgerald, Titania and Bottom.

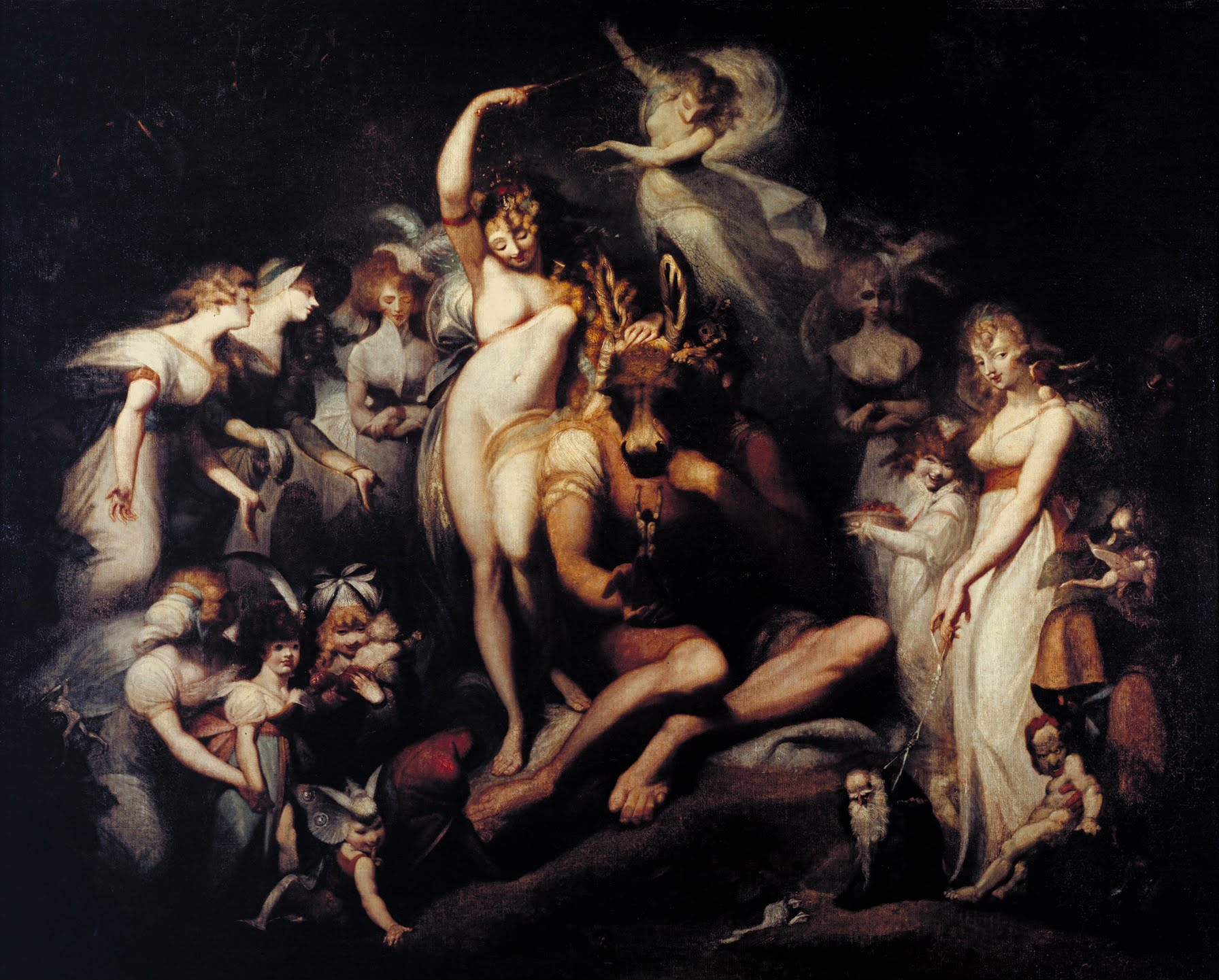
Henry Fuseli, Titania and Bottom, 1790.

Paul Gervais n'est pas le seul artiste à choisir pour sujet l'amour magique qui unit la reine des fées au tisserand métamorphosé en âne. Le dossier d'œuvres du Musée des Augustins fait référence à l'œuvre d'Edmond Tapissier intitulée Titania et réalisée en 1898, soit un an après La Folie de Titania de Gervais. Dans ce tableau, Bottom est intégralement transformé en âne. Titania lui tient la tête et les fées dansent dans les airs. Le sujet semble ainsi plaire aux artistes français de la fin du XIXe siècle, mais les scènes tirées du Songe d'une nuit d'été plaisent depuis bien plus longtemps, car elles permettent le déploiement d'un imaginaire féerique et enchanteur qui sert de base à la libération de l'imagination des artistes. Des peintres tels que John Anster Fitzgerald, justement surnommé Fairy Fitzgerald (littéralement : Fitzgerald féerique) se sont ainsi emparés de ce sujet.
Déjà, en 1790, Henri Fuseli réalise un tableau intitulé Titania and Bottom, conservé au musée Tate Britain, à Londres. L'artiste y déploie un imaginaire onirique sombre et inquiétant peuplé de créatures étranges dont s'éloigne largement l'atmosphère paisible et féerique du tableau de Paul Jean Gervais. Les œuvres peintes et sculptées s'inspirant de ce sujet sont extrêmement nombreuses, c'est pourquoi Paul Gervais ne fait pas preuve d'une très grande originalité en choisissant de représenter la rencontre entre Titania et Bottom : il s'inscrit au contraire dans une longue tradition. Néanmoins, cela ne l'empêche pas de donner une vision toute personnelle de la scène, qui s'éloigne notamment d’œuvres plus inquiétantes telles que Titania and Bottom de l'artiste Edwin Landseer (1848), par exemple. Le sujet, s'il est peu original, semble inépuisable en ce qu'il peut susciter une multitude d'interprétations picturales. Encore aujourd'hui, il plaît : des travaux photographiques sont par exemple réalisés sur le thème.

## Sources
- Gérald Schurr, Dictionnaire des petits maîtres de la peinture, 1820-1920 : Gérald Schurr, Pierre Cabanne, t. 4, Paris, les Éd. de l'Amateur, 1996, (2 volumes) 557 et 555 (ISBN 2-85917-223-8)

- Emmanuel Bénézit et Jacques Busse, Dictionnaire critique et documentaire des peintres, sculpteurs, dessinateurs et graveurs, t. 4, Paris, Gründ, 1976 (ISBN 2-7000-3025-7)

- Luce Rivet-Barlangue, La vie artistique à Toulouse 1888-1939 : Thèses, t. III, Toulouse, Université de Toulouse le Mirail, 1989, p. 711-715

- (en) William Shakespeare (trad. de l'anglais), Le Songe d'une nuit d'été, Paris, Folio, 2003, 367 p. (ISBN 2-07-042492-8)

- Dictionnaire des personnages : Robert Laffont, Valentino Bompiani, Paris, Laffont (réimp.), 1999, 1056 p. (ISBN 2-221-09076-4)

- Jean Joseph Gabriel Ernest Roschach, Catalogue des collections de peintures du musée de Toulouse : Dressé par Ernest Roschach. Appendice par Henri Rachou, Toulouse, Edouard Privat, 1920 (réédition), 155 p.

- Dossier d’œuvre n°2004 1 88 : Paul Gervais/La folie de Titania, Toulouse, Centre de documentation du musée des Augustins